# Grimm (2.ª temporada)
A segunda temporada da serie de televisão Grimm foi renovada oficialmente pela NBC em 16 de março de 2012 e começou a ser exibida em 13 de agosto de 2012.  A série é baseada nos Contos de Grimm, dos Irmãos Grimm, e foi criada por David Greenwalt e Jim Kouf.
A série é exibida no Brasil pela Universal Channel e em Portugal pela Syfy.

## Enredo
O enredo da segunda temporada da série continua com a história de Nick Burkhardt, um detetive de homicídios que tem sua vida transformada ao descobrir que é descendente de uma sociedade secreta, conhecida como Grimm. Sua missão, assim como a de seus antepassados, é manter o equilíbrio entre a vida real e a mitologia. Entretanto, essa "vida dupla" oferece alguns perigos ao detetive e seus entes mais próximos, em especial sua noiva, Juliette, e seu parceiro de trabalho, Hank. No final da primeira temporada Nick descobre que sua mãe (Mary Elizabeth Mastrantonio) não havia morrido e, ao longo da segunda temporada, com o auxílio dela vai aprimorando suas habilidades. Isto aumenta sua reputação no mundo wesen, pelo que passa a ser um alvo mais visado pelas criaturas do mal. Surgirão novas criaturas, como o Ribfleisch e o Coyotl, e será revelado muito mais sobre a história de Nick. A atriz Bree Turner passará a integrar o elenco principal da série e surgirá o irmão do Capitão Renard, vivido pelo ator James Frain. O ator Mark Pellegrino viverá uma criatura amiga de Hank.

## Elenco

### Principal
- David Giuntoli - Nick Burkhardt
- Bitsie Tulloch - Juliette Silverton
- Russell Hornsby - Hank Griffin
- Silas Weir Mitchell - Monroe
- Claire Coffe- Adalind Schade
- Sasha Roiz - Capitão Sean Renard
- Reggie Lee - Sargento Wu
- Bree Turner - Rosalee Calvert [4]

### Regular
- James Frain – Eric Renard
- Kate Burton - Marie Kessler
- Mary Elizabeth Mastrantonio - Kelly Kessler Burkhardt
- Sharon Sachs - Dra. Harper

## Produção
Em 16 de março de 2012, a NBC anunciou a renovação da série para sua segunda temporada que contará com 22 episódios, e que Bree Turner que interpreta Rosalee Calvert, havia sido promovida para o elenco principal da série. Em 30 de maio de 2012 foram iniciadas as filmagens da segunda temporada.

## Episódios
| N. | Título original (Título em Português)                        | Diretor(es)     | Escritor(es)               | Estreia                | Audiência em milhões (EUA) |
| --- | ------------------------------------------------------------ | --------------- | -------------------------- | ---------------------- | -------------------------- |
| 1 | "Bad Teeth (Dentes do Mal)"                                  | Norberto Barba  | Jim Kouf & David Greenwalt | 13 de agosto de 2012   | 5.64                       |
| Depois de seu confronto com Kimura, Nick busca entender o retorno de sua mãe, Kelly Burkhardt. Uma trilha de assassinatos brutais revela uma conspiração estrangeira para caçar Nick, levando a várias revelações sobre o seu passado. Juliete continua em estado catatônico, devido ao arranhão da gata de Adalind. Com o ressurgimento de sua mãe, Nick vai fortalecendo seu Grimm interior, treinando novas habilidades, o que lhe é muito útil pra enfrentar uma perigosa criatura, um "Mauvais Dentes", um Rißfleisch com dentes de sabre, que é uma verdadeira máquina de matar, que na sua forma humana tem uma peculiar capacidade de atrair e impressionar pessoas inocentes. A par disto, o contato de Monroe e Rosalee Calvert com a mãe de Nick é tenso, sendo que Monroe confessa a Nick que sua mãe o assusta. Citação de Abertura: "A maré de sangue esmaecido subiu e, em todos os lugares, acabou o ritual da inocência." (O Segundo Advento) |                                                              |                 |                            |                        |                            |
| 2 | "The Kiss (O Beijo)"                                         | Terrence O'Hara | David Greenwalt e Jim Kouf | 20 de agosto de 2012   | 4.90                       |
| Nick e sua mãe continuam a lutar contra o “Mauvais Dentes”, e ela o mata. Nick encobre este ato de sua mãe. Monroe e Rosalee lutam contra o relógio, para salvar Juliette. Mais detalhes são revelados sobre a origem da doença de Juliette, resultando em um confronto épico. De volta à delegacia, Hank percebe que algo está errado, quando toma conhecimento de que Nick está sendo investigado pelo FBI. Enquanto isso, o Capitão Renard, continua a revelar como ele lida com seu estranho irmão. Enquanto Nick tenta esquivar de uma investigação do FBI sobre a morte de dois de seus agentes, sua mãe, Kelly, vai atrás de Catherine e consegue o antídoto para o mal de Juliette. Enquanto isso, Renard se prepara para acordar Juliette, por conta própria. Catherine, a mãe de Adalind, faz uma poção para purificar o coração do Capitão, o que lhe permite despertar Juliette do coma, com um beijo. Não há nenhuma indicação de que Renard realmente tenha se apaixonado por Juliette, mas seu beijo a acorda, da mesma forma. Enfim, a poção parece ter um efeito terrível sobre o capitão, fazendo-o se contorcer de dor, rasgando e arrancando sua própria roupa e gritando em agonia, além de comprometer a sua memória. Renard teria optado por despertar Juliette, para impedir Nick de deixar Portland, onde ele e os membros da realeza podem manter uma estreita vigilância sobre o jovem Grimm. Mas, então, por que a perda de memória? Após Renard despertar Juliette, com um beijo, Nick chega e a encontra bem ... exceto pelo fato de que ela parece não se lembrar dele, apesar dos colírios especiais de Rosalee. No fim do episódio, Nick ajuda sua mãe a escapar de Portland, com as moedas de Zacinto. Citação de Abertura: "Se um homem de coração puro se apaixonasse por ela, isto a traria de volta à vida". (Bela Adormecida) |                                                              |                 |                            |                        |                            |
| 3 | "Bad Moon Rising (Lua do mal)"                               | David Solomon   | Richard Hatem              | 27 de agosto de 2012   | 4.67                       |
| Nick e Hank se encontram no meio de uma conturbarda reunião de família, quando um velho amigo de Hank, na verdade um coyotl, pede sua ajuda para encontrar sua filha desaparecida. Hank continua a procurar ajuda para entender as coisas inexplicáveis que viu. A experiência de Nick, como um Grimm, irá colaborar na investigação dos motivos perturbadores ligados ao desaparecimento. Citação de Abertura: "Então ela começou a chorar amargamente, e disse: 'O que pode uma menina pobre como eu fazer agora?' " (A Velha do Bosque). |                                                              |                 |                            |                        |                            |
| 4 | "Quill (Ouriço)"                                             | David Straiton  | David Simkins              | 3 de setembro de 2012  | 4.62                       |
| Um misterioso surto infeccioso surge muito perto da casa de Monroe e Rosalee. Enquanto investiga um local de acidente, Nick descobre que uma bizarra e horrível doença das criaturas está se espalhando rapidamente. Um dia romântico para Monroe e Rosalee toma um rumo perigoso quando eles se deparam com uma criatura infectada que está com hemorragia. Enquanto isso, o Capitão Renard recebe uma dica sobre um perigoso fugitivo estrangeiro que chega em Portland. Citação de Abertura: "A morte estava atrás dele e disse: 'Segue-me, a hora da tua partida deste mundo chegou'" (Os Mensageiros da Morte). |                                                              |                 |                            |                        |                            |
| 5 | "The Good Shepherd (O Bom Pastor)"                           | Steven DePaul   | Dan E. Fesman              | 28 de setembro de 2012 | 5.32                       |
| Quando o Reverendo Lyle, um religioso local, presta queixa que sua igreja foi roubada, Nick, rapidamente, toma conhecimento do que é uma igreja das criaturas e pede a Monroe para verificar qualquer atividade suspeita no rebanho do pastor. O Reverendo Lyle é um homem bonito e saudável, que na verdade é um blutbad que teve um passado complicado, antes de sua chegada a Portland. Sua igreja é denominada "Igreja do Bom Pastor" e ele está tendo um relacionamento íntimo com Megan Marston, uma seelengut, que é a reservada secretária da igreja. Enquanto isso, Nick e Juliette têm que aprender a lidar com um adversário perigoso, um nuckelavee, que se esconde nas sombras, para vigiar Nick. Citação de Abertura: "Vestido com pele de ovelha, o lobo entrou no rebanho. Em seguida seguiu um pequeno cordeirinho" (O Lobo em Pele de Cordeiro). |                                                              |                 |                            |                        |                            |
| 6 | "Over My Dead Body (Por Cima do Meu Cadáver)"                | Rob Bailey      | Spiro Skentzos             | 5 de outubro de 2012   | 5.29                       |
| Angelina volta para Portland, com a má notícia de que a cooperação de Monroe com Nick pode vir a ter um custo alto para ele. Acidentalmente, ela foi contratada, por 25.000 dólares para matar Monroe, porém ela não quer fazer isto. Os contratantes ameaçam matá-la, caso ela não execute o serviço. Nick manda Hank ajudar a manter a segurança de Monroe Enquanto isso, o Capitão Renard recebe a visita de uma velha conhecida européia, que na verdade é quem encomendou a morte de Monroe. Para o capitão fica difícil dizer se esta visita é para negócios ou lazer. Rosalee pede a Monroe para cuidar da loja, enquanto ela se ausenta para cuidar de uma tia doente. Citação de Abertura: "Enquanto ele olhava para a frente, viu uma cobra rastejar para fora de um buraco no canto da cripta e se aproximar do corpo morto." (As Três Folhas da Serpente). |                                                              |                 |                            |                        |                            |
| 7 | "The Bottle Imp (O Gênio da Garrafa)"                        | Darnell Martin  | Alan DiFiore               | 12 de outubro de 2012  | 5.01                       |
| Uma investigação sobre um terrível assassinato leva Hank e Nick até Bill, um homem de meia idade e aparentemente instável que está em fuga, com sua filha. Bill é, na verdade, um Drang-Zorn. Enquanto isto, Monroe percebe que o relacionamento com Rosalee será mais difícil do que ele pensava. Numa conversa com o capitão Renard, Adalind diz que está querendo saber quem matou sua mãe. O Capitão Renard pergunta onde ela está, ela responde que está num lugar que ele nuca vai encontrar. O capitão sugere que ela deve voltar para Portland para discutir as questões que estão ocorrendo. Citação de Abertura: "Deixa-me sair, deixa-me sair', gritou o gênio. E o menino, pensando não haver nenhum mal, tirou a rolha da garrafa. " (O Gênio na Garrafa). |                                                              |                 |                            |                        |                            |
| 8 | "The Other Side (O outro lado)"                              | Eric Laneuville | William Bigelow            | 19 de outubro de 2012  | 5.03                       |
| Hank e Nick investigam uma competição de Colégio que se tornou letal, com morte de um menino. O capitão Renard é confrontado com uma paixão indesejada por Juliette, para qual busca cura na loja de Rosalee. Lá, Monroe o alerta que seu comportamento obsessivo irá piorar com o tempo, se ele não fizer algo a respeito. A localização atual de Adalind Schade é revelada. Citação de Abertura: "Pensei em me transformar em uma bela marionete de madeira. Deve ser maravilhoso, uma que pode dançar, lutar e dar piruetas." (As aventuras de Pinóquio) |                                                              |                 |                            |                        |                            |
| 9 | "La Llorona (Weeping Woman - A Chorona)"                     | Holly Dale      | Akela Cooper               | 26 de outubro de 2012  | 6.11                       |
| Na época do Halloween, Valentina Espinosa Marquez (Kate del Castillo), uma detetive misteriosa de Albuquerque, vai a Portland ajudar Nick e Hank a capturar um sequestrador em série de crianças. Juilette colabora, como tradutora de espanhol. Valentina passou os últimos cinco anos seguindo o criminoso para identificar padrões em sequestros relacionados. O episódio é baseado na lenda mexicana "La Llorona" sobre uma mulher chamada Maria que matou seus filhos, afogando-os, a fim de ficar com o homem que ela amava. Após o homem rejeitá-la, ela cometeu suicídio. Porém, não lhe foi permitido entrar na vida eterna, até que ela encontrasse seus filhos desaparecidos. Assim, ela foi forçada a errar pela Terra, por toda a eternidade, chorando e procurando seus filhos afogados. "La Llorona" é uma versão mexicana do mito mundial da "Mulher da Meia-Noite". Nick vê neste caso elementos da história de sua própria família. Enquanto isso, Monroe comemora o feriado em grande estilo e ensina aos valentões do bairro uma lição. Citação de Abertura: "Em muitas noites escuras pessoas a viam caminhando ao longo do rio, chorando pelos seus filhos." (A Mulher da Meia-Noite) |                                                              |                 |                            |                        |                            |
| 10 | "The Hour of Death (A Hora da Morte)"                        | -               | -                          | 2 de novembro de 2012  | -                          |
| Uma morte cruel coloca a comunidade Wesen de Portland num frenesi. Nick investiga e descobre um padrão semelhante ao usado por de uma linha particularmente brutal de Grimms do passado. Existe outro Grimm na cidade, ou Nick estaria lidando com um imitador sádico? Enquanto isso, o Capitão Renard assume oferecer conforto a Juliette, no seu dilema permanente com Nick. Citação de Abertura: "E foi marcado pela Besta, a marca de seus parentes. Para que ninguém que visse sobrevivesse." (Albträume für Wesen Kinder" (ger. "Pesadelos para crianças Wesen") - Contos de advertência Wesen ( Contos de fadas de Grimm para crianças Wesen)). |                                                              |                 |                            |                        |                            |
| 11 | "To Protect and Serve Man (Para proteger e servir ao Homem)" | -               | -                          | 9 de novembro de 2012  | -                          |
| Hank se lembra de uma prisão que ele fez no início de sua carreira, quando um homem alegou ter cometido um assassinato em legítima defesa contra monstros. Aproximando-se a data da execução deste homem e com o que ficou sabendo junto a Nick, Hank se questiona se não foi verdade a história contada pelo condenado. Na loja de especiarias de Rosalee, Monroe se envolve em uma situação inesperada. Citação de Abertura: "A Besta era simplesmente chamada de Wild. Personificava algumas naturezas, que podia ouvir a sua própria destruição". (Wendigo – conto de Algernon Blackwood - 1910). |                                                              |                 |                            |                        |                            |
| 12 | "Season of the Hexenbiest (Estação da Bruxa)"                | -               | -                          | 16 de novembro de 2012 | -                          |
| Adalind volta a causar problemas para todos, quando procura vingar a morte de sua mãe; fixando-se em Nick e nos que lhe são mais próximos, especialmente Juliette e Hank. A obsessão do Capitão Renard aumenta e uma visita surpresa na loja de especiarias coloca Monroe numa situação inesperada. Citação de Abertura: "Oh! Há uma bruxa terrível nesta casa que verteu seu veneno sobre mim e me arranhou com as unhas longas." (Os Músicos de Bremen). |                                                              |                 |                            |                        |                            |
| 13 | "The face off (Mostrando a Cara)"                            | -               | -                          | 8 de março de 2013     | -                          |
| Após observar Juliette e Renard se beijando, em frente a casa da moça; Nick vê os dois trocando carícias, em seu quarto. Nick, que no final do episódio anterior (que terminou com a frase “continua”), teve um acesso de fúria ao descobrir que sua amada estava tendo um caso com o seu chefe. Finalmente, Nick e Renard se enfrentam, face a face; enquanto a obsessão de Juliette e Renard atingem altas proporções. Rosalee retorna e Monroe informa Nick que, com a ajuda dela, ele pode ser capaz de parar o que está acontecendo com Renard e Juliette, antes que a atração vá longe demais. Ocorre, também, a volta de Adalind que continua a cobrar Renard sobre a misteriosa chave. O capitão encontra o trailer de Nick e faz uma surpreendente aliança. Nick parte para um acerto de contas com Renard, ao fim do qual, Juliette atira, supostamente em Nick. Wu atende ao chamado para investigar o tiro na casa de Nick. Citação de Abertura: "A vontade de vencer é a primeira condição da vitória" (Os Princípios da Guerra – obra de Ferdinand Foch - 1903) |                                                              |                 |                            |                        |                            |
| 14 | "Natural Born Wesen (Nascido Criatura)"                      | -               | -                          | 15 de março de 2013    | -                          |
| A comunidade Wesen está em crise quando o código de honra é quebrado – O código de honra Wesen (Gesetzbuch Ehrenkodex) entra em questão quando Nick, Hank e Monroe descobrem uma série de assaltos a banco com criaturas usando verdadeiras naturezas como os seus disfarces. O episódio apresenta Nick combatendo Cole Pritchard (Callard Harris) e Krystal (Lili Mirojnick) que são Blutbaden. Eles são Bonnie e Clyde das criaturas, por cometem roubos e toda espécie de delinquencia juntos. Enquanto isso, Juliette encontra-se atormentada por lembranças, pois sua memória que está voltando lentamente, causando-lhe um questionamento do seu estado mental. Citação de Abertura: "Assim, os animais debateram entre si como poderiam afugentar os ladrões e, finalmente, tiveram uma ideia." (Os Músicos de Bremen). |                                                              |                 |                            |                        |                            |
| 15 | "Mr. Sandman (Sr. Sandman)"                                  | -               | -                          | 22 de março de 2013    | -                          |
| O episódio traz a história de André, um Jinnamuru Xunte, uma criatura semelhante a mosca, que ataca mulheres que sofreram alguma perda, alimentando-se de suas lágrimas e cegando-as. Adalind analisa sua nova realidade, enquanto Juliette continua trabalhando com Rosalee, na busca de recuperar a sua memória. Citação de Abertura: "Então ele susurrou: 'Agora temos olhos. Olhos! Um belo par de olhos infantis' ". (Sandman). |                                                              |                 |                            |                        |                            |
| 16 | "Nameless (Inominado)"                                       | -               | -                          | 29 de março de 2013    | -                          |
| O episódio traz a história de Dominick, um proprietário de uma empresa de jogos de vídeo. Depois de ajudar a fixar um código para um novo jogo de vídeo para cumprir um prazo, um jogador procura vingar-se daqueles que recusaram a dar-lhe o crédito do jogo. Ele mata os codificadores e, depois, divide-os ao meio. A investigação de um homicídio macabro leva os detetives a uma festa de escritório que chegou a um ponto insuportável. Nick e Hank encontram-se lutando contra um Wesen num campo completamente novo - online. Enquanto isso, as alucinações misteriosas de Juliette, finalmente, começam a tomar forma, com um novo significado. Juliette pede Monroe e Rosalee para passarem um tempo com ela para que ela possa lhes relatar suas visões. Monroe, acidentalmente, revela que uma das visões de Juliette é de Nick no trailer da tia Margaret, e ela exige ser levada até o trailler, acreditando que assim irá recuperar sua memória. Citação de Abertura: "Então, ele apertou o seu pé esquerdo com ambas as mãos, com tamanha fúria, que ele se dividiu em dois". (Rumpelstiltskin). |                                                              |                 |                            |                        |                            |
| 17 | "One Angry Fuchsbau (Um Fuchsbau Irritado)"                  | -               | -                          | 5 de abril de 2013     | -                          |
| Participandop de um júri, Rosalee pede a Nick, Hank e Monroe para ajudarem a fazer um advogado de defesa parar de usar suas particulares "artimanhas wesen" para derrubar o a tese do que deveria ser um caso certo de assassinato. De volta à delegacia, o Capitão Renard põe Nick e Hank a par de seus próprios encontros recentes com a Verrat, para mantê-los em suas mãos. Enquanto isso, um retorno ao trailer faz com que Juliette tenha muitas lembranças de Nick. Citação de Abertura: "Ele cantava uma doce música em tons tão suaves que nenhum humano podia resistir, ou detectar a origem". (Paradisets Have). |                                                              |                 |                            |                        |                            |
| 18 | "Volcanalis (Volcanalis)"                                    | -               | -                          | 12 de abril de 2013    | -                          |
| Quando geólogos, em Monte Hood, acabam sendo mortos, Nick, Monroe e Renard devem juntar-se com um novo aliado para impedir um vulcão vivo de destruir Portland. Passam, então, a contar com a ação Markus Hemmings, um Taureus-Armenta, um tipo de Mordstier ou minotauro Enquanto isso, Juliette finalmente recupera o controle sobre suas memórias. Surge, também, Stefania,uma nova personagem recorrente na série. Ela é uma mulher romena poderosa e líder de um bando de ciganos. Nick luta descontroladamente contra um tipo diferente de aberração da natureza, em uma tentativa desesperada de impedir que um vulcão enterre Portland em lava. Enquanto isso, Adalind - grávida - encontra em Stefania, uma nova e poderosa aliada. Juliette procura ajuda após ficar deprimida pelo efeito colateral mais recente da sua recuperação, ou seja, as lembranças de Nick, que vão surgindo por toda parte. Citação de Abertura: "O Diabo veio para casa, e declarou que o ar não estava puro: 'Sinto cheiro de humana'." (Os Três Cabelos de Ouro do Diabo). |                                                              |                 |                            |                        |                            |
| 19 | "Endangered (Em Perigo)"                                     | -               | -                          | 30 de abril de 2013    | -                          |
| Misteriosas mutilações de vacas levam Nick a enfrentar Vicente e Jocelyn, um terrível casal de criaturas humanóides reptilianas (gluhenvolk) que têm a pele bem luminescente, num caso que o obriga a questionar a existência de alienígenas dentro do mundo Wesen. Ele também conhece um estranho especialista em OVNIs que parece saber mais do que fala. Enquanto isso, Nick descobre mais sobre a chave, e as memórias românticas de Juliette com Nick começam a voltar de muitas maneiras. Citação de Abertura: "Eles vão matá-lo e eu vou ficar, aqui no mato, sozinha e abandonada". (Irmãozinho e Irmãzinha). |                                                              |                 |                            |                        |                            |
| 20 | "Kiss of the Muse (Beijo da Musa)"                           | -               | -                          | 26 de abril de 2013    | -                          |
| Nick enfrenta Kloe, uma Musai, um duende cujo beijo leva à euforia e vicia. Também neste episódio encontraremos Anton, um pintor que pode se transformar em um Luisant-Pecheur, criatura semelhante a uma lontra. Citação de Abertura: "Dize-me, ó Musa, a partir de qualquer fonte, tu pode conhecê-los". (Odisseia). |                                                              |                 |                            |                        |                            |
| 21 | ""The Waking Dead" (Acordando Morto)"                        | -               | -                          | 14 de Maio de 2013     | -                          |
| Nick e Hank descobrem uma nova espécie estranha quando eles investigam suspeitos que foram encontrados mortos – pela segunda vez. Na Europa, Adalind encontra-se no meio de uma rixa entre Frau Pech e Stefania , enquanto trabalhava nos detalhes de sua transação pendente. Enquanto isso, determinada a lembrar de todos os detalhes, mais uma vez, Juliette insiste para que Monroe compartilhe com ela o seu mais escuro segredo sobre Nick – o mundo dos Grimms e Wesen. Citação de Abertura: "Papa Ghédé é um sujeito bonito, com seu chapéu e casaco de preto. Papa Ghédé está indo para o palácio! Ele vai comer e beber, quando voltar!" (Guedê). |                                                              |                 |                            |                        |                            |
| 22 | "Goodnight, Sweet Grimm" (Boa Noite, Doce Grimm)"            | -               | -                          | 21 de Maio de 2013     | -                          |
| Nick investiga uma série de assaltos realizados por pura raiva; Nick descobre que o irmão de Renard está na cidade; Stefania e Frau Pech lutam entre si usando suas alianças com Adalind. Juliette parte para seu primeiro trabalho contra os Wesen, junto com Nick, Monroe e Rosalee. Nick cai em uma armadilha feito por Baron Samedi. O último capítulo da temporada termina com um tom sinistro. Citação de Abertura: “E anjos voando cantam para o teu descanso”. (Hamlet). |                                                              |                 |                            |                        |                            |

## Episódios na WEB (Webisódios)
| N. | Título original (Título em Português)                                                                            | Diretor(es) | Escritor(es) | Estreia               | Audiência em milhões (EUA) |
| --- | --- | ----------- | ------------ | --------------------- | -------------------------- |
| 1 | "Bad hair day (Dia Ruim para o Cabelo) - 1ª parte: A Sore Subject (Um Assunto Delicado)"                         | -           | -            | 16 de janeiro de 2011 | ASA                        |
| Por recomendação de Nick Burkhardt , o Eisbiber Bud Wurstner vai à loja de especiarias para se consultar com Monroe e Rosalee, sobre seu problema de perda de cabelo. Citação de Abertura: "Bem, bem" - disse ele, enquanto ele acariciava os cabelos em sua cabeça - "Quem teria pensado nisso?" (João Felizardo) | |             |              |                       |                            |
| 2 | "Bad hair day (Dia Ruim para o Cabelo) - 2ª parte: A Helping Hand (Uma Mão Amiga)"                               | -           | -            | -                     | ASA                        |
| Monroe toma algumas liberdades com a poção de crescimento de cabelo. Citação de Abertura: - | |             |              |                       |                            |
| 3 | "Bad hair day (Dia Ruim para o Cabelo) - 3ª parte: Friendly Neighborhood Eisbieber (Heisbieber Amigo do Bairro)" | -           | -            | -                     | ASA                        |
| Bud experimenta alguns resultados surpreendentes e retorna para agradecer Rosalee e Monroe, solicitando a preparação da fórmula para o seu amigo. Rosalee permite a Monroe exercer sua criatividade num fermento feito com dente-de-leão e algas. Citação de Abertura: -                                           | |             |              |                       |                            |
| 4 | "Bad hair day (Dia Ruim para o Cabelo) - 4ª parte: Late Night Crisis (Crise, Tarde da Noite)"                    | -           | -            | -                     | ASA                        |
| Bud entra em loja de Rosalee em pânico porque o seu cabelo e cabelo de seu amigo, também, está crescendo descontroladamente. Citação de Abertura: - | |             |              |                       |                            |
| 5 | "Meltdown (Crise) - 1ª parte: Deep Freeze (Congelador)"                                                          | -           | -            | -                     | ASA                        |
| Enquanto a turma está lutando contra uma multidão de zumbis, Bud é atormentado por um zumbi em sua loja. Citação de Abertura: - | |             |              |                       |                            |
| 6 | "Meltdown (Crise) - 2ª parte: On Hands and Knees (Engatinhando)"                                                 | -           | -            | -                     | ASA                        |
| Enquanto Nick e sua turma estão distraídos no estaleiro, Bud lida com o seu próprio problema com um zumbi. Citação de Abertura: - | |             |              |                       |                            |
| 7 | "Meltdown (Crise) - 3ª parte: Tight Squeeze (Apertado)"                                                          | -           | -            | -                     | ASA                        |
| Sargento Wu vai socorrer Bud, mas as coisas não saem como o planejado. Citação de Abertura: - | |             |              |                       |                            |